# 科雷诺奥索尼奥
科雷诺奥索尼奥（義大利語：Coreno Ausonio），是意大利弗罗西诺内省的一个市镇。总面积26.03平方公里，人口1694人，人口密度65.1人/平方公里（2009年）。ISTAT代码为060030。